# Глог
Род глогова (лат. Crataegus) комплексна је група дрвећа и жбуња из породице ружа (Rosaceae), нативна у умереним пределима северне хемисфере, сродна роду мушмула. Број описаних и верификованих врста у роду је око 250, од чега већина (око 200) настањује Неарктик, а 50-ак врста Палеарктик. Глогови расту у веома разноликим стаништима.

## Систематика и филогенија рода
Историја таксономије рода је пуна описивања врста и варијетета, при чему се број врста кретао од 20 средином тридесетих година 20. века, до 1.500 само за Северну Америку почетком деведесетих година истог века. Поједини аутори таксономску ситуацију рода описују као „проблем Crataegus".
Тешко разграничење врста се објашњава веома присутном и честом хибридизацијом, макар међу врстама Палеарктика. Појава апомиксије је такође чешћа код евроазијских врста.
Присутно је неколико алтернативних интрагенеричких класификација, са бројним подредовима, секцијама и серијама (в. таксономске категорије). Дикинсон и сарадници (2000) препознају 15 секција и 35 серија са око 250 врста.
Род је подељен у секције које су даље подељене у серије. Секције су:

## Таксономија
Најпознатије врсте рода Crategus суː Crategus monogyna, односно бели глог и Crategus oxyacantha, црвени глог.

## Опис
Црвени глог је висине до 5 m, по хабитусу је гранати грм прекривен трновима. Кора стабла се мења од зелене до тамније браон са старошћу грма. Листови су смештени на дугачкој дршци, овалног су облика и имају три режња. Цветови су беличасти, скупљени у главичасту цваст, и имају по 5 круничних и по 5 чашичних листића. Период цветања је од маја до јуна. Плод је овална црвена бобица, дијаметра око 10 мм на којој се налазе чашични листићи, и носи по пар семена. Период сазревања је од септембра до октобра.
Бели глог је дрво висине до 8 m, са пуно трнова. Листови као и изданци су прекривени длачицама. Цветови су беличасти али су прашници црвене боје док je gineceum одсутан. Ова врста глога мало касније цвета од црвеног глога. Плод садржи само једно семе.

## Ареал распрострањености
Расте у Европи. Може се срести на ливадама, шикарама, ивицама шума, каменитим планинама.

## Расејавање и размножавање
Изданке и водопије узете из шуме најчешће пресађују. Семе захтева стратификацију да би након годину или две проклијало. Побољшање клијавости постиже се интензивним сушењем семена на собној температури, пре стратификације. Ређе се калеми на сејанце других врста.

## Употреба
Плод је јестив и често се употребљава за прављење компота, слатка, мармеладе, док се млади изданци и листови користе као додатак јелима.
Листови, цветови и плодови црвеног и белог глога (Crataegus monogyna) делују благотворно на рад срчаног мишића и код умерено повишеног срчаног притиска, узнемирености.

## Галерија
- хабитус
- изданак
- Бели глог
- Crataegus pentagyna
- Crataegus pentagyna
- Crataegus pentagyna
- Crataegus pentagyna
- Crataegus pentagyna
- Плодови глога у јесен, околина Пирота